# Ліза Фіттко
Ліза Фіттко (народжена Елізабет Екштайн, угор. Eckstein (Ekstein) Erzsébet; 1909 — 12 березня 2005) допомогла багатьом людям втекти з окупованої нацистами Франції під час Другої світової війни. Фіттко є авторкою двох мемуарів про Європу часів війни, а також вона допомогла німецькому філософу та критику Вальтеру Беньяміну вибратися з Франції, щоб втекти від нацистів у 1940 році.

## Біографія
Ліза Фіттко народилася в інтернаціональній єврейській родині (Саймон, Екстейн)[прояснити] в 1909 році в Ужгороді, Ужанський комітат, Угорського королівства. Її велика родина брала активну участь у багатьох сферах культурного та економічного життя Австро-Угорської імперії. Одна гілка її родини брала активну участь у чеському національному русі, інші були видатними промисловцями та меценатами. Йоганн Штраус II, «Король вальсів», був її родичем. Вона виросла в компанії своєї тітки Мальви Шалек.
Після того, як її родина переїхала до Берліна, вона стала свідком приходу до влади нацистів і брала участь у антифашистській політиці. Вона працювала підпільницею опору в Берліні, Празі (де познайомилася зі своїм чоловіком і товаришем Гансом Фіттко), Цюріху, Амстердамі, Парижі, Марселі і в Піренеях, де з 1940 по 1941 рік вона вивозила біженців до Іспанії. У Банюлс-сюр-Мері мер-соціаліст Азема попросив її допомогти емігрантам у перетині кордону та популяризувати його, щоб «новий маршрут був відомий тим, хто прийшов пізніше». Фіттко сама була емігранткою, яка хотіла потрапити до Португалії, щоб там сісти на човен, та втекти до США, але вона залишилася в Банюлс-сюр-Мері, щоб взяти участь у «проекті кордону» Варіана Фрая (Комітет надзвичайного порятунку) і допомогти багатьом іншим. Її маршрут став «новим маршрутом» і альтернативою контрольованому фашистами узбережжю від Сербере до Портбу. Цей самий маршрут у 1939 році назвали «Маршрут Лістера» (на честь іспанського республіканського генерала, який вивів свої війська з Іспанії наприкінці громадянської війни в Іспанії), а пізніше, у 1940 році, Фрай назвав його «Маршрут F».

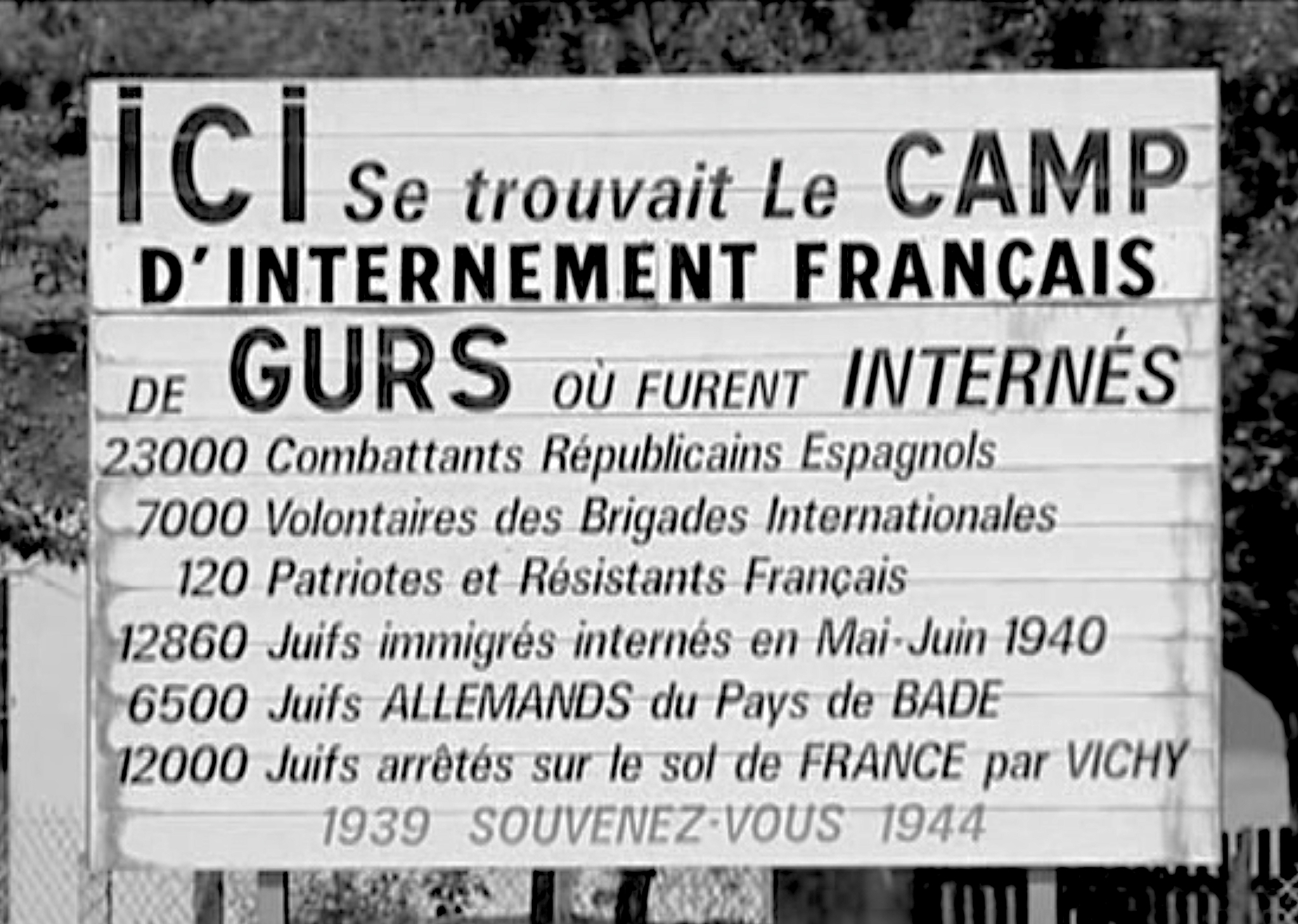
Табір «Гурс», меморіальне панно, 1980 рік.

Одним з найвідоміших біженців, якого вона змогла врятувати, був Вальтер Беньямін, інтелектуал єврейського походження, літературний критик, філософ, соціолог і перекладач, який 25 вересня 1940 року дістався Портбу у Іспанії. Вона відвезла Бенджаміна туди, керуючись усними інструкціями та маленьким кресленням маршруту, який для неї намалював мер Азема. Це була перша з її багатьох прогулянок над Піренеями. Але 26 вересня 1940 року Беньяміна знайшли мертвим у невеликому готелі в прикордонному містечку Порт-Бу, куди вони прибули вранці після того, як іспанська поліція погрожувала повернути невелику групу емігрантів, з якими він був, до окупованої нацистами Франції. Після смерті Беньяміна решті його групи було дозволено залишитися. За словами Фіттко, Беньямін носив із собою важкий портфель, який, як він стверджував, був важливішим за його життя. Ця історія не була підтверджена іншими свідченнями, що викликало деякі суперечки. Такі авторитети, як Чімен Абрамський, який був одним із перших, хто почув історію та від самої Фіттко, надають розповіді Фіттко правдивості. У поліцейських документах Іспанії згадується портфель, але в його вмісті згадуються лише «газети та різні інші папери неважливого змісту». Припущення щодо вмісту були предметом наукових статей і художніх творів, натхненних історією Беньяміна та розповіддю Лізи Фіттко про неї в її книгах.
Зі своїм чоловіком Гансом вона втекла на Кубу, а звідти потрапила до США. Вона отримала міжнародне визнання понад сорок років потому завдяки своїм двом широко перекладеним мемуарам, де вона описує свої пригоди.
Ліза Фіттко померла в Чикаго у віці 95 років 12 березня 2005 року.

## Вибрані твори
- Ліза Фіттко, Втеча через Піренеї, Північно-західне університетське видавництво ,ISBN 0-8101-1803-3 .
- Ліза Фіттко, «Солідарність і зрада: опір і вигнання», 1933—1940 рр., переклад Розелін Теобальд у співпраці з автором, Еванстон, штат Іллінойс, видавництво Північно-Західного університету, 1993 р.

## Подальше читання
- Зіглінде Больбехер ; Костянтин Кайзер (Hg.): Ліза Фіттко. In: Lexikon der österreichischen Exilliteratur. Deuticke Verlagsgesellschaft, Wien & München 2000, pp. 198 ,ISBN 3-216-30548-1